# Ustronie Morskie (gemeente)
De gemeente Ustronie Morskie is een landgemeente in het Poolse woiwodschap West-Pommeren, in het noordoosten van powiat kołobrzeski.
De gemeente bestaat uit 6 administratieve plaatsen solectwo: Gwizd, Kukinia, Kukinka, Rusowo, Sianożęty en Ustronie Morskie.
De zetel van de gemeente is in het dorp Ustronie Morskie.
De gemeente beslaat 7,9% van de totale oppervlakte van de powiat.

## Demografie
Stand op 30 juni 2004:
| Omschrijving                   | Totaal | Totaal | Vrouwen | Vrouwen | Mannen | Mannen |
| ------------------------------ | ------ | ------ | ------- | ------- | ------ | ------ |
| eenheid                        | aantal | %      | aantal  | %       | aantal | %      |
| inwoners                       | 3614   | 100    | 1885    | 52,2    | 1729   | 47,8   |
| bevolkingsdichtheid (inw./km²) | 63,1   | 63,1   | 32,9    | 32,9    | 30,2   | 30,2   |

De gemeente heeft 4,8% van het aantal inwoners van de powiat. In 2002 bedroeg het gemiddelde inkomen per inwoner 3230,08 zł.

## Zonder de statussołectwo
Bagicz, Grąbnica, Malechowo, Olszyna, Wieniotowo.